# 백산서원 (무주군)
백산서원(柏山書院)은 대한민국 전북특별자치도 무주군 무풍면 현내리에 있는 서원이다. 2000년 6월 23일 전라북도의 문화재자료 제160호로 지정되었다.

## 개요
백산서원은 조선 세종 때 삼정승의 벼슬을 두루 거친 문효공 하연과 정경부인 성산 이씨의 영정을 모시고 있는 서원이다.
하연은 조선 전기 문신으로 호는 경재·신희이다. 정몽주의 문인으로 태조 5년(1396) 식년문과에 병과로 급제하였다. 이후 고위 관직을 두루 거쳐 영의정까지 오른다. 의정부에 들어간 후 20여년간 청렴하고 법을 잘 지켜 승평수문의 재상으로 일컬어 졌다.
순조 21년(1821년) 타진사를 세워 영정을 모셨다가, 고종 5년(1868년) 흥선대원군의 서원 철폐령으로 철폐되었다가, 순종황제 때 다시 세우고 백산서원이라 했다.
타진사에 모신 영정은 조선 세종 10년(1428년) 하연의 셋째 아들 하우명의 작품이라 전해 오는데, 영정의 부본은 일본 텐리 대학 도서관에 소장되어 있다.
지금 있는 건물로는 타진사, 백산사, 강당 등이 있다.
타진사의 중앙에는 하연 부부의 위패와 영정을 모시고 있고, 오른쪽에는 하위국의 위패를 모시고 있다. 규모는 앞면 1칸·옆면 1칸이며, 지붕은 옆면에서 볼 때 사람 인(人)자 모양인 맞배지붕이다.
백산사에는 하징도·하정도·하형도·하현도의 위패를 모시고 있다. 규모는 앞면 3칸·옆면 1칸으로 지붕은 맞배지붕이다.
강당은 여러 행사와 화합 및 교육을 하는 장소이다. 규모는 앞면 4칸·옆면 1칸으로, 지붕은 앞면에서 볼 때 사다리꼴을 한 우진각지붕이다.
이 서원은 성현에 대한 제사와 지방 교육의 일익을 담당하여 왔으며, 해마다 음력 3월과 9월에 제사를 지내고 있다.

## 같이 보기
- 문효공과 정경부인 영정 - 전라북도 유형문화재  제81호

## 참고자료
- 백산서원 - 국가유산청 국가유산포털